# Kenchō-ji

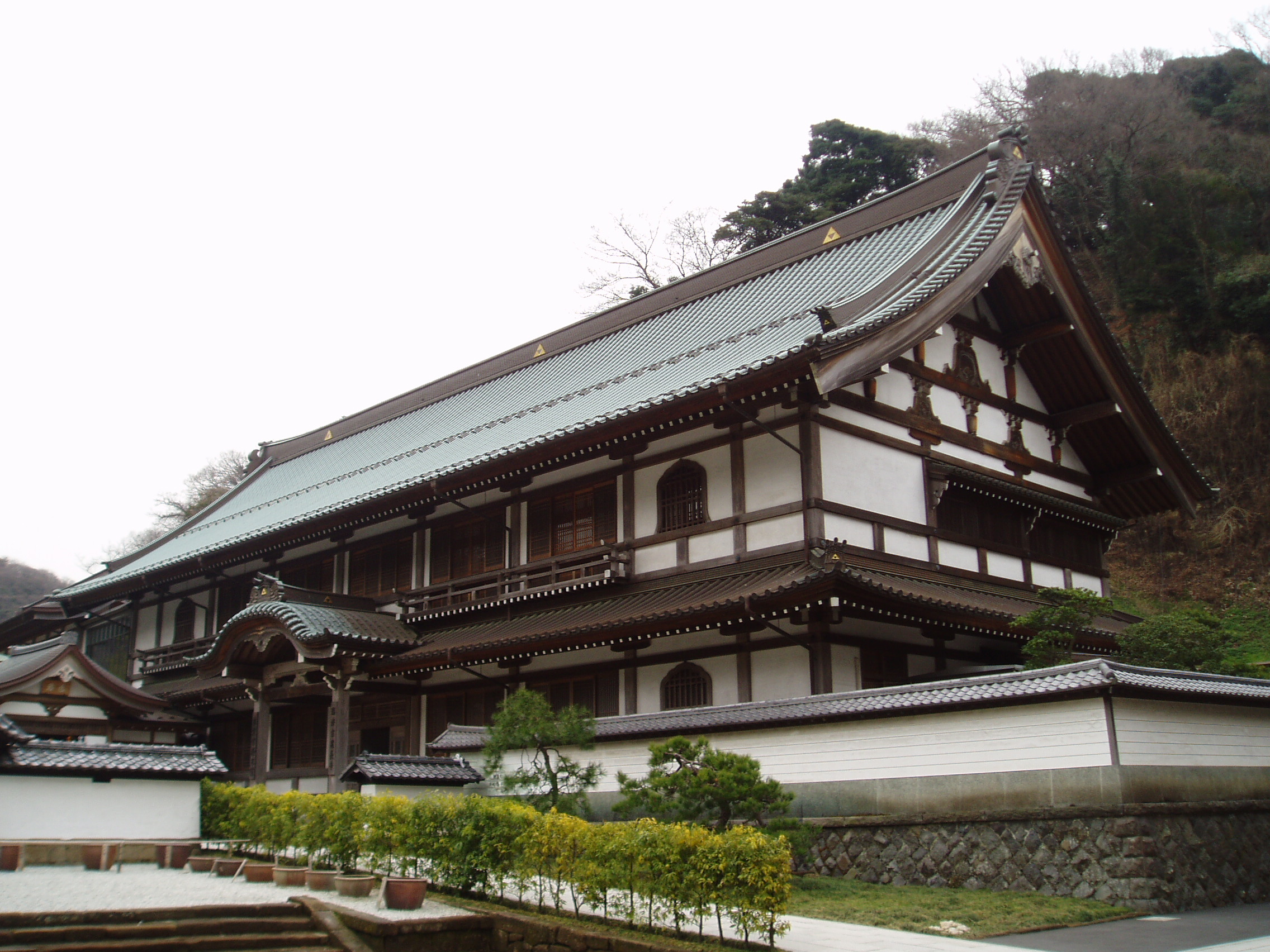
El Kenchō-ji

El Kenchō-ji (建長寺) és un dels gozan (cinc grans temples) de Kamakura, a la prefectura de Kanagawa, al Japó. Aquest temple budista zen va ser fundat el 1249 pel monjo xinès Rankei Doryū (Daigaku Zenji en japonès) de la secta Rinzai, a petició de l'emperador Go-Fukakusa i completat el 1253. Malgrat els nombrosos incendis al llarg dels segles, el Kenchō-ji sempre va ser reconstruït en el seu estil original.

## Edificis

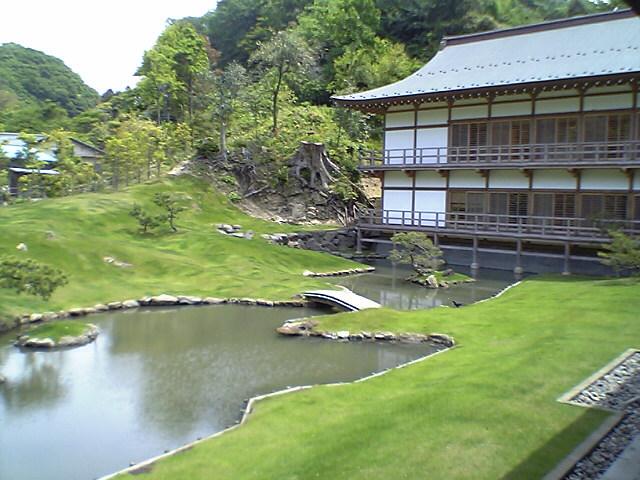
Jardí zen

El Kenchō-ji conté nombrós edificis, hi destaquen:
- sōmon (総門), que va ser importat de l'Hanju Zanmai-in de Kyoto.
- san-mon (三門), construït el 1754.
- bonshō (campana), 1255.
- butsu-den (仏殿, sala de Buda) i kara-mon (唐門, portes xineses), que van ser importats del Zōjō-ji de Tòquio el 1647.
- hattō (法堂), construït el 1814, on es mantenen les cerimònies públiques.
- hōjō (方丈), igualment importat de l'Hanju Zanmai-in i utilitzat per a les cerimònies religioses.
- el monestir en el qual els monjos mediten, tancat al públic.